# Louise Bachellerie
Pour les articles homonymes, voir Bachellerie.
Louise Bachellerie, pseudonyme d'Anne-Marie Alliot-Schaettel, née à Donzy, dans la Nièvre, en 1948, est une auteure de romans policiers, sentimentaux et d'aventures.

## Biographie
En 1985, elle adopte le pseudonyme de Louise Bachellerie, nom emprunté à une de ses grand-mères et que son éditeur, Le Masque, réduit plus simplement à Bachellerie, pour publier quatre romans policiers. Ceux-ci reçoivent un excellent accueil, notamment L'Île aux muettes, lauréat du prix du roman d'aventures, et surtout Pas de quoi noyer un chat, qui remporte le prix du roman policier de Cognac. 
Pour s'exercer à un autre genre, elle s'essaie à la littérature sentimentale sous une cinquantaine de pseudonymes. Elle est notamment l'auteure de référence des romans d'amour du magazine Nous Deux entre 2003 et 2012. Elle écrit également de nombreux feuilletons. 
Louise Bachellerie revient en 2014 avec une saga qui évoque les destins d'une lignée de six femmes prises dans la tourmente de l'histoire entre 1698 et 1968. Les quatre premiers tomes Suzon (2014), Louise (2014), Claire (2014) et Blanche (2015) sont publiés aux Éditions Delpierre et devraient être suivis de Catherine et Jeanne. Suzon, Louise et Claire ont été réédités en format de poche aux Éditions Points.

## Œuvre

### Romans
- L'Île aux muettes, Paris, Librairie des Champs-Élysées, coll. « Le Masque » no 1791, 1985 ; réédition, Paris, LGF, coll. « Le Livre de poche » no 6265, 1986  (ISBN 2-253-04034-7) Prix du roman d'aventures 1985
- Pas de quoi noyer un chat, Paris, Librairie des Champs-Élysées, coll. « Le Masque » no 1795, 1985 Prix du roman policier de Cognac 1985
- Il court, il court, le cadavre, Paris, Librairie des Champs-Élysées, coll. « Le Masque » no 1796, 1985
- La Rue des Bons Apôtres, Paris, Librairie des Champs-Élysées, coll. « Le Masque » no 1800, 1985
- Suzon, Paris, Éditions Delpierre, 2014 ; réédition, Paris, Points coll. « Grands romans » no P4175, 2015
- Louise, Paris, Éditions Delpierre, 2014 ; réédition, Paris, Points coll. « Grands romans » no P4275, 2015
- Claire, Paris, Éditions Delpierre, 2014 ; réédition, Paris, Points coll. « Grands romans » no P4414, 2016
- Blanche, Paris, Éditions Delpierre, 2015

## Prix et récompenses
- 1985 : Prix du roman d'aventures pour L'Île aux muettes
- 1985 : Prix du roman policier de Cognac 1985 pour Pas de quoi noyer un chat
- 2014 : Prix littéraire de La Gare pour Couleur Normandie
- 2015 : Prix de la Nouvelle George Sand pour Toucher la lumière
- 2017 : Prix de la nouvelle Albertine Sarrazin pour Levantine

## Adaptation télévisuelle
- 1989 : L'Île aux muettes, téléfilm de la série télévisée française Le Masque réalisé par Roger Kahane, avec Hélène Cohen, Raoul Curet et Florence Giorgetti